# Zasady azotowe nukleotydów
Zasady azotowe nukleozydów (oraz nukleotydów i kwasów nukleinowych) – organiczne związki heterocykliczne, zasady azotowe będące pochodnymi puryny lub pirymidyny, tworzące nukleozydy poprzez wiązanie N-glikozydowe z rybozą lub deoksyrybozą.
Nici kwasów nukleinowych mogą wiązać się z sobą resztami zasad azotowych w pary zasad poprzez wiązania wodorowe. Część sekwencji zasad w kwasach nukleinowych tworzy geny niosące informację genetyczną. Wiele genów koduje informację o kolejności aminokwasów w białkach.

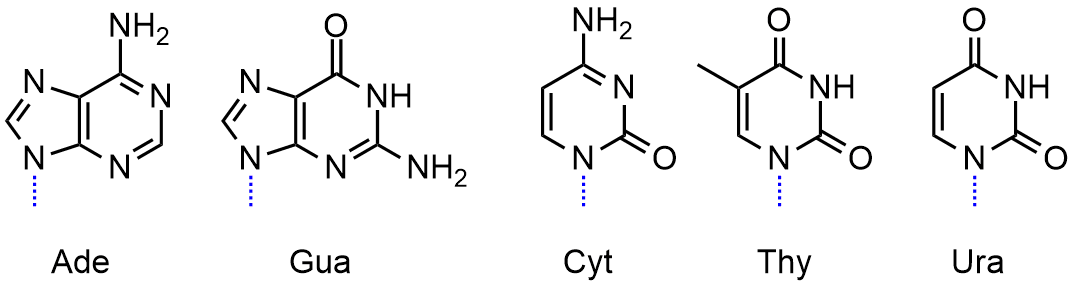
Podstawowe zasady azotowe nukleozydów

Podstawowe zasady występujące w kwasach nukleinowych to:
- zasady purynowe

adenina (Ade lub A)
guanina (Gua lub G)
- zasady pirymidynowe

cytozyna (Cyt lub C)
tymina (Thy lub T, w DNA)
uracyl (Ura lub U, w RNA).
Odkryto też ponad 50 innych, rzadziej występujących, zasad azotowych nukleotydów.